# أحمد بارزاني
أحمد محمد عبد السلام البارزاني (1896-1969) (بالكردية: ئه‌حمه‌د موحه‌ممه‌د بارزانی)، عرف أيضا باسم خودان، خلف أخاه عبد السلام البارزاني في رئاسة قبيلة بارزان في جنوب كردستان. تمكن البارزاني من توحيد العديد من القبائل الكردية تحت قيادته وتوسعت على اثره منطقة بارزان. حارب ضد الحكومة العراقية في مابين 1920 – 1930 جنبا إلى جنب مع شقيقه الأصغر مصطفى البارزاني.
حارب ضد قوات البريطانية من خلال ثورتين في 1930 -1933.
كانت تعاليم البارزاني في الحب، والوطنية، والتسامح، والاحترام، والمساواة، وتقاسم الثروة، والحصول على المعرفة، والإصلاح الاجتماعي وحماية البيئة لم يسبق لها مثيل في كردستان وكانت برزان في أوجها خلال الفترة التي قضاها الشيخ أحمد في الحكم.

## ثورات البارزاني
قام البارزاني في عام 1931 بأول الثورات الكبرى ونجح في دحر عدد من القبائل الكردية الأخرى.
أجبر على اثرها للرحيل إلى تركيا ثم تم القاء القبض عليه وأرساله للمنفى في جنوب العراق.
ترأس أكبر ثورة للبرزانبين 1931 حتى 1937، اكتسبت احترام العديد من قادات الجيش العراقي الذين كانوا يحاربون ضده، كالجنرال عبد الجبار البرزنجي، قائد الجيش العراقي في منطقة برزان آنذاك.
وكانت كل من الحكومة البريطانية والعراقية والتركية مستاءة من نشاطات البارزاني. كان البارزاني متعاطفا جدًا مع الحركات الكردية الأخرى في الشمال بقيادة الحركة القومية الكردية خويبون (ثورة ارارات). احتضن في برزان الكثير من الأكراد الذين كانوا يسعون إلى ملاذ امن، بما في ذلك كور حسين باشا.
في سبتمبر 1930، قال الملحق العسكري التركي في بغداد لرئيس الوزراء العراقي نوري سعيد ان «العمليات العسكرية التركية في آرارات كانت ناجحة جدا. وسوف يقوم الجيش بعمليات مماثلة إلى الغرب من بحيرة فان. نتوقع لهذه العمليات أن تنتهي قريبا».
وكان الجيش التركي على استعداد للتموضع طول الحدود بين العراق وتركيا في حال تحرك الجيش العراقي ضد الشيخ أحمد .
وقد اشتكى عصمت إينونو لنوري سعيد عند زيارة الأخير لانقرة بأن الشيخ أحمد يدعم التمرد في ارارات.

## حماية البيئة
وكان البارزاني من أوائل دعات حماية البيئة وقد وضع عدت تشريعات لإنقاذ وحمايتها وابقائها نظيفة ومن هذه التشريعات: عدم قطع الأشجار، حظر الإفراط في استهلاك العسل، عدم قتل الثعابين غير المسمومة، عدم الصيد بالديناميت وغيرها من المتفجّرات، عدم الصيد خلال مواسم التكاثر.

## أرث البارزاني
رفض البارزاني الطريقة التقليدية في الوصول إلى السلطة ضمن العائلة الواحدة. وأكد على أهمية ان يكون كل شخص ذو كفاءة تؤهله لهكذا منصب. أدان الفساد الذي كان قد بدأ في التغلغل داخل الحركة الكردية وكان شديد الانتقاد للاضطهاد الذي تتعرض له الجماهير الذين كانوا ضحايا فشل الحركة وأكد على أن الزواج يجب أن يكون طوعيا، واعتبرها علنًا حق مدني أساسي.